# Бозгон
Бозго́н (рос. Бозгон) — присілок в Балезінському районі Удмуртії, Росія.

## Населення
Населення — 6 осіб (2010; 3 в 2002).
Національний склад станом на 2002 рік:
- українці — 100 %